# Barkowo (Żmigród)
Barkowo (deutsch Groß Bargen bzw. Bargen) ist ein Dorf und Sitz des gleichnamigen Sołectwo (dt. Schulzenamt) in der Gmina Żmigród im Powiat Trzebnicki in der polnischen Woiwodschaft Niederschlesien.
Im Jahr 2011 verzeichnete das Schulzenamt Barkowo 622 Einwohner.

## Geografie

### Lage
Barkowo liegt auf einer Höhe von 89 Metern über dem Meeresspiegel südlich des Flusses Barycz (dt. Bartsch) in der Kotlina Żmigrodzka (dt. Trachenberger Becken). Im Norden grenzt es an den größten Landschaftsschutzpark Polens, Dolina Baryczy (dt. Bartschtal), der entlang der Barycz in der Kotlina Żmigrodzka und Kotlina Milicka verläuft. Das Areal erstreckt sich auf einer Fläche von 870,4 km² und bietet zahlreichen Vogelarten einen Lebensraum. Im Norden, Osten und Südosten des Schulzenamts Barkowo grenzen die Schulzenämter Kędzie (dt. Kendzie), Bychowo (dt. Beichau) und Łapczyce (dt. Labschütz) der Gemeinde Żmigród jeweils an. Außerdem schließt sich im Süden das Schulzenamt Raszowice (dt. Raschewitz) der Gmina Prusice an und im Westen die Landkreise Góra und Wołów an. Żmigród ist die nächstgelegene Stadt und befindet sich etwa 8 km entfernt in östlicher Richtung.

### Geologie, Böden und Gewässer
Das Schulzenamt Barkowo liegt 89 Meter über dem Meeresspiegel südlich des Flusses Barycz im Kotlina Żmigrodzka (dt. Trachenberger Becken). Das Becken wird durch die Wysoczyzna Kaliska (dt. Kalischer Hochland) im Norden und die Wzgórza Trzebnickie (dt. Katzengebirge) im Süden begrenzt. Das Becken entstand vermutlich am Ende der Saale-Kaltzeit und wurde durch das Schmelzwasser der umliegenden Gletscher geformt. Entsprechend finden sich im Untergrund des Schulzenamts Sand- und Kiesablagerungen insbesondere aus dem Erdzeitalter Pleistozän. Des Weiteren dominieren im Schulzenamt drei Bodentypen, die Bleicherde und der Marsch im Süden sowie die Schwarzerde im Norden.
Das Schulzenamt wird von den Bächen Krępa (dt. Krumpach), Strupinski Rów (dt. Stroppener Landgraben) und Graniczna Woda (dt. Grenz-Graben) durchflossen, die alle im Wzgórza Trzebnickie entspringen. Die Strupinski Rów mündet in die Graniczna Woda und zusammen bilden beide einen Teil der Westgrenze des Schulzenamts. Die Graniczna Woda fließt schließlich über die Łacha (dt. Lache-Graben) in der Nähe des Dorfs Płoski (dt. Pluskau) in die Barycz. Die Krępa verläuft im Osten des Schulzenamts und mündet direkt in die Barycz im Bereich Kędzie.

### Klima
Das Schulzenamt Barkowo liegt innerhalb der kühlgemäßigten Klimazone und ist durch das Seeklima geprägt, das nach Köppen und Geiger dem Cfb-Klima entspricht. Das Wetter wird vor allem durch polare Luftmassen mit Ursprung im Atlantik und in Nordeuropa bestimmt. Der durchschnittliche jährliche Niederschlag in Barkowo liegt bei 534 mm. Der Februar stellt mit einer Niederschlagsmenge von 24 mm im Durchschnitt den trockensten Monat dar und im Juli fällt durchschnittlich der meiste Niederschlag mit 78 mm. Die Jahresdurchschnittstemperatur beträgt 8,5 °C. Der wärmste Monat ist der Juli mit durchschnittlichen 18,3 °C. Im Januar, dem kältesten Monat, liegt die Durchschnittstemperatur bei −2,9 °C.
|                        | Jan  | Feb  | Mär  | Apr  | Mai  | Jun  | Jul  | Aug  | Sep  | Okt  | Nov  | Dez  |   |     |
| Mittl. Temperatur (°C) | −2,9 | −1,2 | 3,7  | 8,7  | 13,3 | 16,6 | 18,3 | 17,9 | 14,2 | 9,5  | 4,0  | −0,5 | ⌀ | 8,5 |
| Mittl. Tagesmax. (°C)  | 0,1  | 2,1  | 7,8  | 13,9 | 18,9 | 22,2 | 23,9 | 23,5 | 19,3 | 13,9 | 7,0  | 2,2  | ⌀ | 13  |
| Mittl. Tagesmin. (°C)  | −5,9 | −4,5 | −0,3 | 3,6  | 7,7  | 11,1 | 12,7 | 12,3 | 9,2  | 5,2  | 1,1  | −3,2 | ⌀ | 4,1 |
|                        |      |      |      |      |      |      |      |      |      |      |      |      |   |     |
| Niederschlag (mm)      | 26,0 | 24,0 | 27,0 | 37,0 | 57,0 | 66,0 | 78,0 | 67,0 | 45,0 | 37,0 | 36,0 | 34,0 | Σ | 534 |

| −5,9 |

| −4,5 |

| −0,3 |

| 3,6 |

| 7,7 |

| 11,1 |

| 12,7 |

| 12,3 |

| 9,2 |

| 5,2 |

| 1,1 |

| −3,2 |

| −5,9 |

| −4,5 |

| −0,3 |

| 3,6 |

| 7,7 |

| 11,1 |

| 12,7 |

| 12,3 |

| 9,2 |

| 5,2 |

| 1,1 |

| −3,2 |

| N i e d e r s c h l a g | 26,0 | 24,0 | 27,0 | 37,0 | 57,0 | 66,0 | 78,0 | 67,0 | 45,0 | 37,0 | 36,0 | 34,0 |
|                         | Jan  | Feb  | Mär  | Apr  | Mai  | Jun  | Jul  | Aug  | Sep  | Okt  | Nov  | Dez  |

### Schutzgebiet

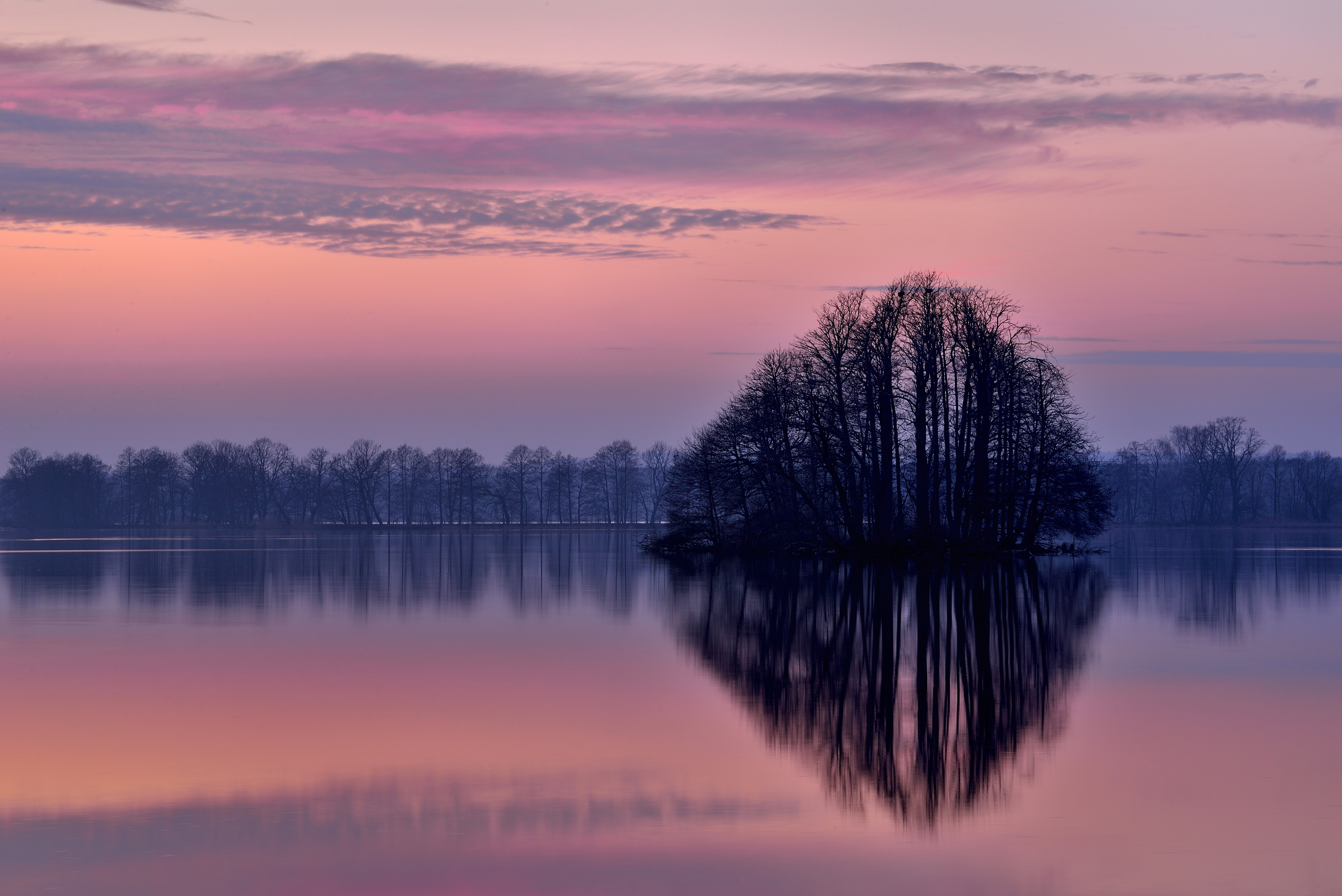
Der Landschaftsschutzpark Dolina Baryczy.

Im Nordwesten des Schulzenamts Barkowo erstreckt sich auf einer Fläche von 870,4 km² der größte Landschaftsschutzpark Polens. Er trägt den Namen Dolina Baryczy (dt. Bartschtal) und stellt ein Schutzgebiet der IUCN-Kategorie V dar. Der Park wurde am 3. Juni 1996 gegründet und ist Teil des europäischen Netzes von Schutzgebieten Natura 2000. Der Park umfasst Wiesen, Wälder und künstliche Fischteiche entlang des Flussverlaufs der Barycz (dt. Bartsch) durch die Landkreise Trzebnica, Milicz und Ostrów. Das Areal bietet ca. 240 Vogelarten einen Lebensraum und wird von 14 Pflanzen- und Tierarten bewohnt, die gemäß dem Anhang II der FFH-Richtlinie als besonders schutzbedürftig in der EU gelten. Dazu gehören zum Beispiel der Große Eichenbock (Cerambyx cerdo) und der Eremit (Osmoderma eremita).

## Geschichte

### Erste Besiedlung und Erwähnung
Die ersten nachgewiesenen Siedlungen im Schulzenamt Barkowo (dt. Groß Bargen) stammen aus der Bronze- und Eisenzeit und wurden von Anhängern der Lausitzer und Przeworsk-Kultur bewohnt. Ab dem 11. Jahrhundert lagen die Orte des heutigen Schulzenamts im Königreich Polen, das von der Dynastie der Piasten regiert wurde und große Teile des heutigen Polens umfasste. Ein Jahrhundert später zerfiel das Königreich unter anderem in das Herzogtum Schlesien, das sich kurz darauf in einzelne unabhängige Herzogtümer weiter aufspaltete. Das Schulzenamt befand sich nun im Herzogtum Glogau und ab 1312 im Herzogtum Oels, das durch eine Erbteilung aus dem Glogauer Herzogtum hervorgegangen war. Im Jahr 1335 erfolgte die erste urkundliche Erwähnung des Dorfs Barkowo und der Kirche St. Martin durch einen Eintrag im Dezem-Register (Steuerliste) des päpstlichen Botschafters Galhard de Carceribus.

### Als Teil der Böhmischen Krone

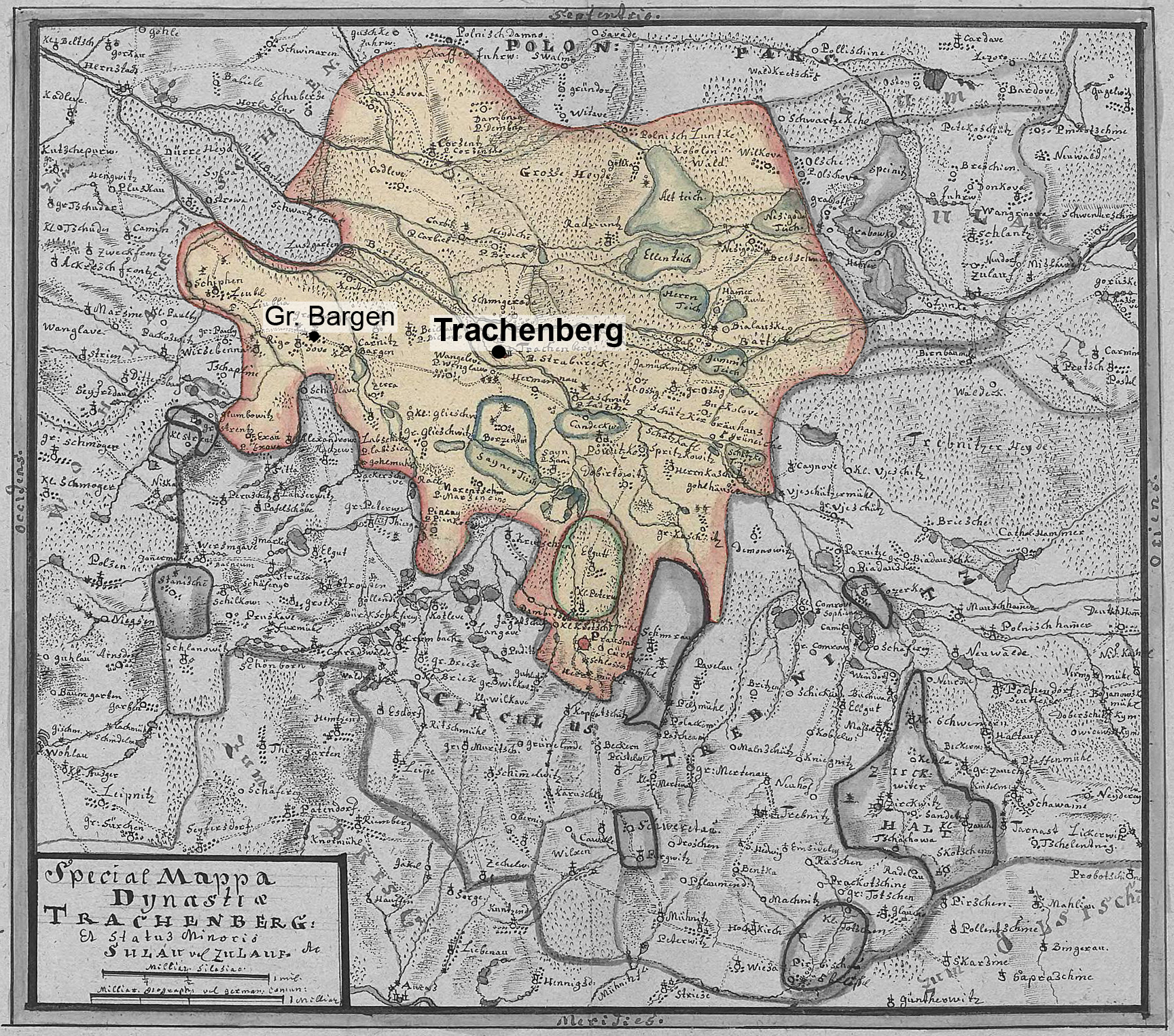
Lage des Dorfs Groß Bargen in der Freien Standesherrschaft Trachenberg (1745).

Zwischen dem 14. Jahrhundert und 1742 gehörten die Orte des Schulzenamts als Teil des schlesischen Herzogtums Oels und der späteren Freien Standesherrschaft Trachenberg zu den Ländern der Böhmischen Krone. Diese wurden mit Beginn des 16. Jahrhunderts durch das Fürstengeschlecht Habsburg beherrscht. Die Freie Standesherrschaft Trachenberg entstand im Jahr 1492 aus Gebieten um die Stadt Trachenberg im Herzogtum Oels und umfasste unter anderem alle Orte des heutigen Schulzenamts bis auf Schiedlawe. Sie war zunächst im Besitz der Adelsgeschlechter Kurzbach sowie Schaffgotsch und gehörte ab 1641 zum Eigentum des katholischen Adelsgeschlechts Hatzfeld(t). Mit der Reformation schlossen sich große Teile der Bevölkerung Niederschlesiens dem Protestantismus an und die evangelische Gemeinde im Raum Trachenberg besetzte unter anderem die Kirche in Groß Bargen. Jedoch wurde diese bereits im Jahr 1654 im Rahmen der Gegenreformation wieder katholisch.

### Unter preußischer Herrschaft

Lage der Landkreise Militsch, Trebnitz im Regierungsbezirk Breslau (1905).

Infolge des Ersten Schlesischen Kriegs (1740–1742) und des Vorfriedens von Breslau (1742) erlangte das Königreich Preußen die Herrschaft über die Orte des heutigen Schulzenamts. Die von den Preußen gewährte Religionsfreiheit führte in den folgenden Jahren zur Errichtung zahlreicher evangelischer Kirchengebäude in Schlesien. Dabei entstand auch im Dorf Groß Bargen eine evangelische Kirche, die 1742 zunächst als Provisorium in Form eines Bethauses und 1829 aus Stein erbaut wurde. Sowohl die evangelische als auch die römisch-katholische Kirche von Groß Bargen bildeten das Zentrum eines Pfarrbezirks bis zum Ende des Zweiten Weltkriegs. Mit dem Wiener Kongress 1815 entstand die Provinz Schlesien. Die Orte Groß Bargen, Berghof, Rogosawe, Wiersebenne und Klein Bargen wurden in den Landkreis Militsch und der Ort Schiedlawe in den Landkreis Trebnitz im Regierungsbezirk Breslau eingegliedert. Dabei bildeten die Orte Groß Bargen mit Berghof, Raschewitz mit Schiedlawe, Rogosawe, Wiersebenne und Klein Bargen jeweils eine Landgemeinde. Zusätzlich stellten die Gutshöfe von Klein Bargen, Rogosawe und Wiersebenne einen Gutsbezirk.
Von 1871 bis 1945 gehörten die Orte des heutigen Schulzenamts zusammen mit der Provinz Schlesien zum Deutschen Reich. Nach Einführung der Kreisordnung von 1872 wurden die Landkreise der preußischen Provinzen in einzelne Amtsbezirke unterteilt. Dabei ordnete man Schiedlawe als Teil der Gemeinde Raschewitz dem Amtsbezirk Schmarck-Ellguth im Landkreis Trebnitz zu. Die restlichen Orte des heutigen Schulzenamts gelangten zum Amtsbezirk Beichau im Landkreis Militsch. Im Jahr 1886 wurde die Bahnstrecke zwischen Trachenberg (pl. Żmigród) und Herrnstadt (pl. Wąsosz) fertiggestellt und dabei eine Haltestation in Rogosawe und Klein Bargen eingerichtet. Im Jahr 1935 erhielten die Orte Schiedlawe und Wiersebenne den neuen Namen Korngut und Weidendorf jeweils. Im April 1937 entstand die Gemeinde Bargen durch Vereinigung der Gemeinden Groß Bargen, Klein Bargen und Rogosawe. Kurz vor Ausbruch des Zweiten Weltkriegs wies die Gemeinde Bargen eine Fläche von ca. 13 km² auf und wurde durch den Bürgermeister Emil Seidel verwaltet.

### Nach dem Zweiten Weltkrieg
Im Frühjahr 1945 wurde die Provinz Schlesien von der sowjetischen Armee eingenommen und anschließend östlich der Oder-Neiße-Linie im Rahmen des Potsdamer Abkommens unter polnische Verwaltung gestellt. Im November 1946 erhielten die Orte des heutigen Schulzenamts offiziell ihren polnischen Namen und wurden der Gemeinde Żmigród im Landkreis Milicz zugewiesen. Im Jahr 1954 erfolgte eine administrative Reform, bei der die Gmina (dt. Gemeinde) durch die Gromada (dt. Haufen) als Verwaltungseinheit ersetzt wurde. Dabei entstand die Gromada Barkowo, die unter anderem das Dorf Barkowo und die umliegenden Weiler einschloss. Anfang der 1970er Jahre fanden erneut Verwaltungsreformen statt. Diese umfassten die Wiedereinführung der Gmina anstelle der Gromada sowie die Aufhebung aller Powiate (dt. Landkreise) zugunsten einer höheren Anzahl an Woiwodschaften. Dabei wurde die Gromada Barkowo aufgelöst und die Orte der Gemeinde Żmigród in der Woiwodschaft Breslau zugeführt.
Im Jahr 1989 erfolgte die Gründung der Dritten Polnischen Republik. 1991 wurde mit Inkrafttreten des Zwei-plus-Vier-Vertrags die Westgrenze Polens entlang Oder und Neiße durch Deutschland anerkannt. Im Jahr 1999 reformierte die polnische Regierung die Verwaltungsgliederung und stellte dabei unter anderem die Powiate wieder her. Seitdem besteht das Sołectwo Barkowo (dt. Schulzenamt Groß Bargen) und liegt als Teil der Gemeinde Żmigród innerhalb des Landkreises Trzebnica der polnischen Woiwodschaft Niederschlesien.

### Ortsnamen
Die sechs Orte des Schulzenamts besaßen während ihrer Geschichte verschiedene Namen.
Die erste urkundliche Erwähnung des Orts Barkowo im Jahr 1335 erfolgte unter der Bezeichnung Barchow. Vermutlich geht dieser Name auf den Ortsgründer Barchow/Barkow zurück. Unter der preußischen Herrschaft wies der Ort die Bezeichnung (Wielki) Barkowo und Groß Bargen auf, wobei Letztere sich zum offiziellen Ortsnamen entwickelte. Dabei diente das Präfix Groß für die Abgrenzung zur benachbarten Siedlung Klein Bargen. Nach dem Zweiten Weltkrieg erhielt der Ort schließlich den bis heute bestehenden Namen Barkowo.
Die Orte Barkówko, Góreczki, Rogożowa, Szydłów und Wierzbina trugen unter der preußischen Herrschaft die Bezeichnungen Klein Bargen, Berghof, Rogosawe/Rogosowe, Schi(e)dlawe und Wi(e)rseben(n)e. Dabei leiten sich die Namen Rogosawe und Wiersebenne von den slawischen Wörtern Rogoz (dt. Binse, Schilf) und Wierzba (dt. Weide) ab und Schiedlawe steht für ein Vogelnetz. Mit Einführung der Deutschen Gemeindeordnung im Jahr 1935 wurden die Orte Schiedlawe und Wiersebenne in Korngut und Weidendorf umbenannt. Des Weiteren erfolgte im April 1937 der Zusammenschluss der Orte Groß Bargen, Klein Bargen und Rogosawe zur Gemeinde Bargen. Nach 1945 erhielten die Orte schließlich die bis heute bestehenden polnischen Namen.

## Bevölkerung

### Bevölkerungsentwicklung
Die Einwohnerzahlen Barkowos und des übrigen Schulzenamts erreichten ihren Höchststand in der zweiten Hälfte des 19. Jahrhunderts und gingen seitdem kontinuierlich zurück. So lebten im Jahr 1792 auf dem Gebiet des heutigen Schulzenamts insgesamt 764 und im Jahr 1867 1113 Menschen. Dies entspricht einem Zuwachs von 45,7 %. Im Jahr 2011 verzeichnete das Schulzenamt Barkowo 622 Bewohner und eine Bevölkerungsdichte von 44,43 Einwohner/km².
Wichtige Einflussfaktoren für die Entwicklung der Bevölkerung von Barkowo im 18. bis 20. Jahrhundert waren die Schlesischen Kriege, die unter der schlesischen Zivilbevölkerung hohe Verluste und in der Folge eine gezielte Ansiedlung zur Folge hatten, die industrielle Revolution Ende des 19. Jahrhunderts und die damit verbundene Abwanderung der Landbevölkerung in die Städte sowie schließlich die Vertreibung der Deutschen nach dem Zweiten Weltkrieg und die Zwangsumsiedlung von Polen aus den ehemaligen polnischen Ostgebieten 1944–1946.
| Jahr              | Anzahl Einwohner | Anzahl Einwohner | Anzahl Einwohner | Anzahl Einwohner | Anzahl Einwohner | Anzahl Einwohner | Gesamtzahl |
| Jahr              | Gr. Bargen       | Berghof          | Rogosawe         | Kl. Bargen       | Schiedlawe       | Wiersebenne      | Gesamtzahl |
| ----------------- | ---------------- | ---------------- | ---------------- | ---------------- | ---------------- | ---------------- | ---------- |
| 1792              | 306              | 306              | 155              | 162              | –                | 141              | 764        |
| 1830              | 331              | 331              | 155              | 215              | –                | 140              | 841        |
| 1846              | 400              | 400              | 140              | 232              | 59               | 132              | 963        |
| 1867              | 512              | 512              | 138              | 246              | 77               | 140              | 1113       |
| 1. Dezember 1885  | 404              | 54               | 168*             | 218*             | 60               | 94*              | 998        |
| 2. Dezember 1895  | 352              | 72               | 137*             | 210*             | 53               | 106*             | 930        |
| 1. Dezember 1905  | 332              | 47               | 145*             | 228*             | 53               | 86*              | 891        |
| 17. Mai 1939      | 352              | 78               | 113              | 194              | 50               | 96               | 883        |
| 31. Dezember 2004 | 412              | 412              | 412              | 134              | 21               | 71               | 638        |
| 31. Dezember 2011 | 374              | 374              | 374              | 248              | 248              | 248              | 622        |

*Landgemeinde und Gutsbezirk

### Sprache und Religion

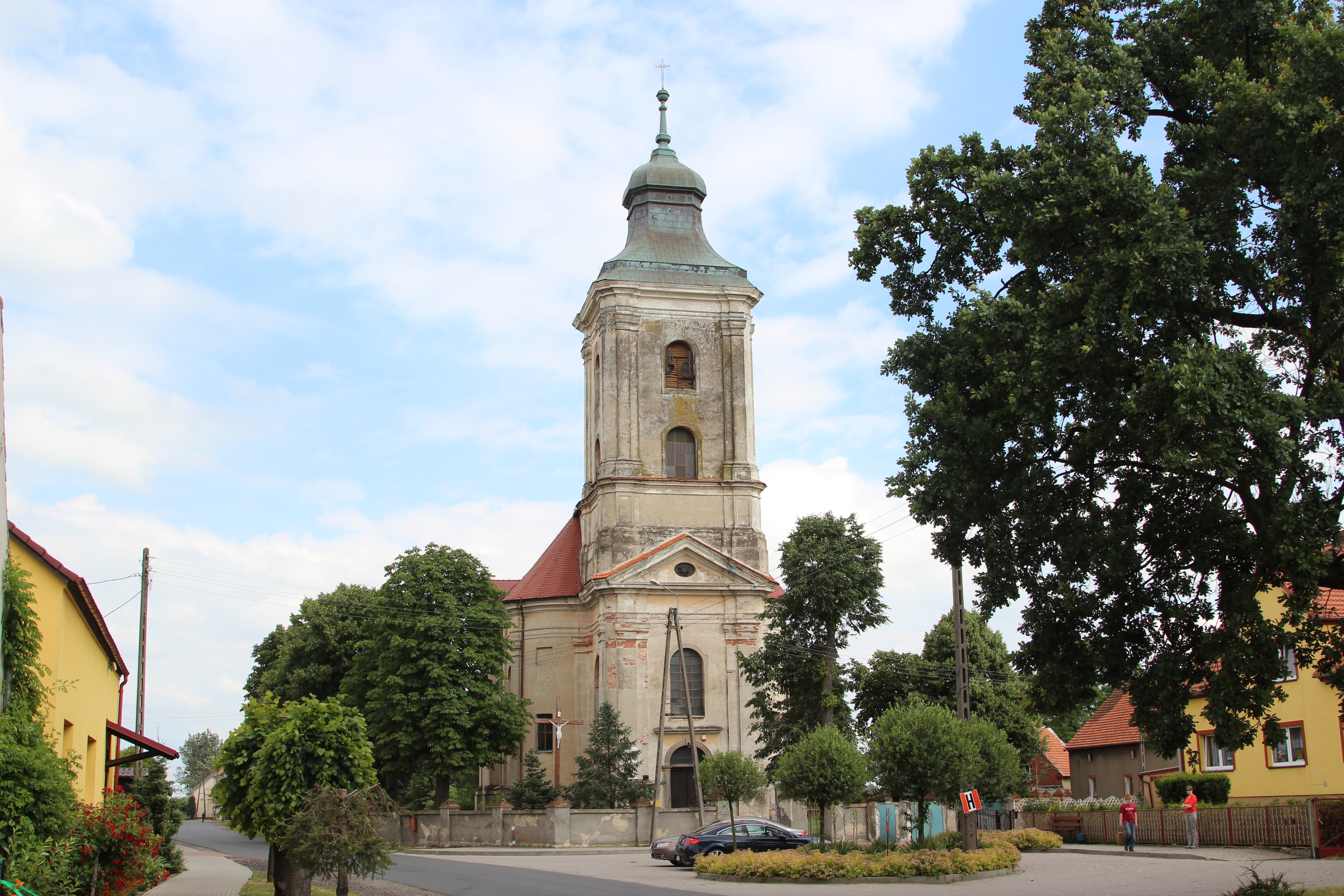
Die Kirche St. Martin aus westlicher Richtung

Die Einwohner von Groß Bargen, wie auch der übrigen Orten des heutigen Schulzenamts waren deutschsprachig und mehrheitlich evangelisch. Rogosawe bildete eine Ausnahme, da es noch 1846 mehrheitlich von Menschen mit katholischem Glauben bevölkert war, später war auch dort die Mehrheit evangelisch. Die regional verbreitete Mundart war das Neiderländische.
Nach Flucht und Vertreibung der deutschen Bevölkerung ab 1945 wurden vor allem in den folgenden zwei Jahren polnische Vertriebene aus Ostpolen und Umsiedler aus Zentralpolens neu angesiedelt, die ihrerseits fast ausschließlich der römisch-katholischen Kirche angehörten. Wie in den übrigen neuen Westgebieten Polens wurde auch in Barkowo die evangelische Kirche von der katholischen Gemeinde übernommen und der evangelische Friedhof ganz aufgegeben. Heute ist die Bevölkerung der Region zum überwiegenden Teil römisch-katholisch. Barkowo ist Sitz einer römisch-katholischen Pfarrei im Dekanat Prusice des Erzbistums Breslau mit 2006 Mitgliedern (2010). Als Pfarrhaus dient die ehemaligen katholische Schule im Dorf Barkowo. Die Pfarrei verfügt über drei Kirchen, neben der Pfarrkirche St. Martin in Barkowo die Filialkirchen Mariä Geburt in Białawy Małe und St. Antonius in Barkowo. Außerdem besitzt die Gemeinde zwei Friedhöfe in den Orten Barkowo und Białawy Małe.
Die Pfarrei Barkowo umfasst alle Orte des Sołectwo Barkowo sowie weitere elf Orte. Diese liegen in den Gemeinden Żmigród und Prusice des Powiat Trzebnicki und in den Gemeinden Wąsosz und Wińsko der Powiats Góra und Wołów:
- Aleksandrowice (dt. Alexanderwitz)
- Kliszkowice Małe (dt. Klein Glieschwitz)
- Barkówko (dt. Klein Bargen)
- Łapczyce (dt. Labschütz)
- Barkowo (dt. Groß Bargen)
- Lubiel (dt. Leubel)
- Białawy Małe (dt. Klein Baulwie)
- Raszowice (dt. Raschewitz)
- Białawy Wielkie (dt. Groß Baulwie)
- Rogożowa (dt. Rogosawe)
- Czaple (dt. Tschipkei)
- Szydłów (dt. Schiedlawe)
- Góreczki (dt. Berghof)
- Węglewo (dt. Wanglewe)
- Kędzie (dt. Kendzie)
- Wierzbina (dt. Wiersebenne)

| Jahr             | Anteil Gläubiger (evangelische / katholische Kirche) [%] | Anteil Gläubiger (evangelische / katholische Kirche) [%] | Anteil Gläubiger (evangelische / katholische Kirche) [%] | Anteil Gläubiger (evangelische / katholische Kirche) [%] | Anteil Gläubiger (evangelische / katholische Kirche) [%] | Anteil Gläubiger (evangelische / katholische Kirche) [%] | Gesamtanteil [%] |
| Jahr             | Barkowo                                                  | Góreczki                                                 | Rogożowa                                                 | Barkówko                                                 | Szydłów                                                  | Wierzbina                                                | Gesamtanteil [%] |
| ---------------- | -------------------------------------------------------- | -------------------------------------------------------- | -------------------------------------------------------- | -------------------------------------------------------- | -------------------------------------------------------- | -------------------------------------------------------- | ---------------- |
| 1830             | 55,3 / 44,7                                              | 55,3 / 44,7                                              | 46,5 / 53,5                                              | 87,9 / 12,1                                              | 96,3 / 3,7+                                              | 90,7 / 9,3                                               | 76,2 / 23,8      |
| 1846             | 59,5 / 40,5                                              | 59,5 / 40,5                                              | 40,7 / 59,3                                              | 85,3 / 14,7                                              | 93,2 / 6,8                                               | 97,0 / 3,0                                               | 70,2 / 29,8      |
| 1867             | 68,8 / 31,2                                              | 68,8 / 31,2                                              | 53,6 / 46,4                                              | 80,5 / 19,5                                              | 79,2 / 20,8                                              | 90,0 / 10,0                                              | 72,9 / 27,1      |
| 1. Dezember 1885 | 64,4 / 35,6                                              | 64,4 / 35,6                                              | 59,5 / 40,5*                                             | 83,0 / 17,0*                                             | 90,7 / 9,3*+                                             | 86,2 / 13,8*                                             | 75,8 / 24,2      |
| 2. Dezember 1895 | 59,0 / 39,9                                              | 59,0 / 39,9                                              | 63,5 / 36,5*                                             | 76,2 / 23,8*                                             | 89,8 / 10,2*+                                            | 86,8 / 13,2*                                             | 73,4 / 26,2      |
| 1. Dezember 1905 | 62,5 / 37,5                                              | 62,5 / 37,5                                              | 57,9 / 42,1*                                             | 75,4 / 26,4*                                             | 85,0 / 15,0*+                                            | 70,9 / 29,1*                                             | 71,4 / 28,6      |

*Landgemeinde und Gutsbezirk; +Raschewitz (keine gesonderten Zahlen für Schiedlawe, Ortsteil von Raschewitz)

## Politik

### Schulzenamt

Amtszeichen des Sołtys.

Das Sołectwo (dt. Schulzenamt) Barkowo wird durch den Sołtys (dt. Schultheiß) und eine fünfköpfige Rada Sołecka (dt. Dorfrat) verwaltet. Zwischen dem 14. Januar und 4. Februar 2015 erfolgte die letzte Wahl der beiden Ämter. Dabei wurde Jan Owczarek als Schultheiß bestätigt und neben dem Schultheiß die Bürger Halina Poprawa, Bogdan Mejor, Bogusław Brusiło sowie Andrzej Kwasigroch in den Dorfrat gewählt. Der Sitz des Schultheißen befindet sich in Rogożowa (dt. Rogosawe) und ist durch eine rote Plakette mit der Aufschrift Sołtys – Sołectwo Barkowo markiert.

Gliederung des Pfarrbezirks und des Schulzenamts Barkowo.

Das Sołectwo Barkowo umfasst eine Fläche von etwa 14 km² und sechs Orte:
- Barkowo (dt. Groß Bargen)
- Barkówko (dt. Klein Bargen)
- Góreczki (dt. Berghof)
- Rogożowa (dt. Rogosawe)
- Szydłów (dt. Schiedlawe)
- Wierzbina (dt. Wiersebenne).[55]

Das Dorf Barkowo und die Weiler Góreczki, Rogożowa liegen in unmittelbarer Nachbarschaft im Zentrum des Schulzenamts. Die Weiler Wierzbina, Barkówko und Szydłów liegen im Westen, Osten und Süden des Schulzenamts.

### Wappen
Sowohl das Schulzenamt Barkowo als auch die darin liegenden Orte führen kein Wappen.

## Wirtschaft und Infrastruktur

### Wirtschaft

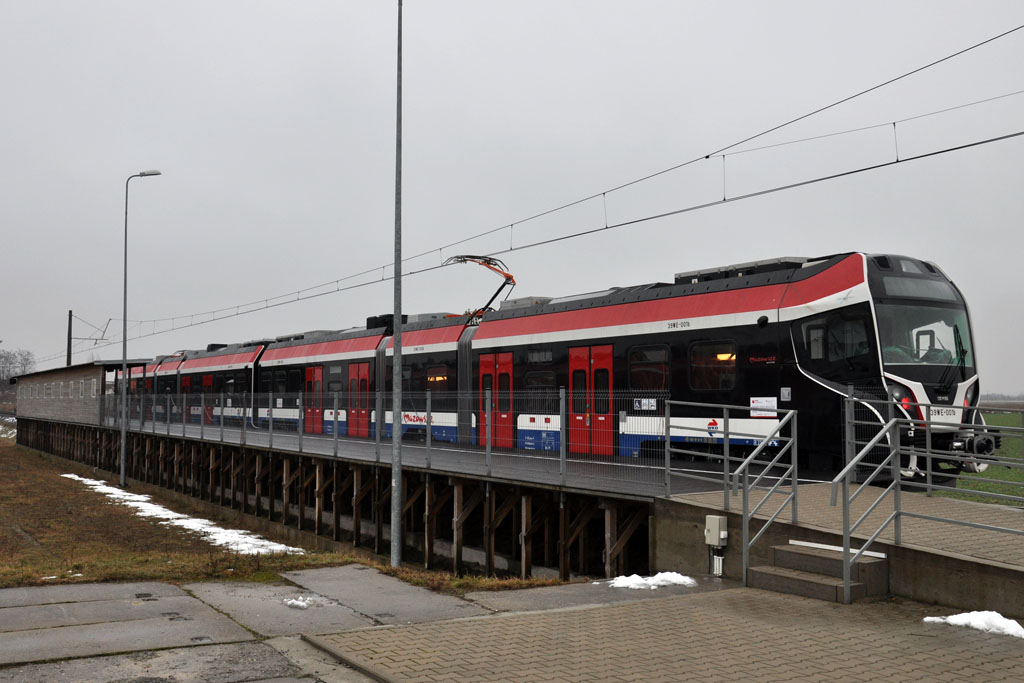
Zug auf dem Testgelände des Instytut Kolejnictwa (dt. Eisenbahninstitut)

Die Landwirtschaft stellt den Hauptwirtschaftszweig des Schulzenamts dar. Dabei existieren mehrere kleinere Bauernhöfe sowie ein mittelgroßer Agrarbetrieb in Góreczki (dt. Berghof). Daneben bieten zwei Forschungseinrichtungen in der Nähe des Orts Barkówko (dt. Klein Bargen) Arbeitsplätze im Dienstleistungsbereich. Die Zweigstelle des Instytut Badawczy Dróg i Mostów (dt. Forschungsinstitut für Straßen und Brücken) evaluiert insbesondere Materialien für Eisenbahnbrücken und für den Untergrund von Eisenbahntrassen. Die Niederlassung des Warschauer Instytut Kolejnictwa (dt. Eisenbahninstitut) betreibt eine ca. 8 km lange ringförmige Eisenbahnteststrecke, auf der unter anderem die Belastbarkeit und Sicherheit von Zügen untersucht wird.
Der Tourismus dagegen spielt eine geringe Rolle für die Wirtschaftskraft, da das Schulzenamt und die Gemeinde Żmigród (dt. Trachenberg) nur über eine sehr geringe Anzahl an Unterkünften und touristischen Angeboten verfügt. Andererseits durchqueren zwei Fahrradrouten (rote, schwarze Markierung) und ein Wanderweg (grüne Markierung) das Schulzenamt und es bestehen touristische Kooperationen mit den Nachbargemeinden. Diese scheinen vor allem auf den inländischen Fremdenverkehr ausgerichtet zu sein, da die zugehörigen Internet-Präsentationen und Publikationen ausschließlich in Polnisch verfasst sind. Der „schwarze“ Radweg verläuft auf einem Rundkurs innerhalb der Gemeinde Żmigród und die „rote“ Fahrradroute durchquert den gesamten Landkreis Trzebnica in einer Schleife. Der „grüne“ Wanderweg erstreckt sich zwischen den Orten Rusko im Landkreis Środa (dt. Neumarkt) und Uraz im Landkreis Trzebnica. Dieser Weg thematisiert unter anderem die Kirchen, deren Errichtung das Trachenberger Adelsgeschlecht Hatzfeldt maßgeblich finanziell unterstützt hat.

### Verkehr
Im Dorf Barkowo kreuzen sich insgesamt vier asphaltierte Kreisstraßen mit den Nummern 1274D, 1323D, 1324D und 1325D. Die Kreisstraße 1274D verläuft von Osten nach Westen und verbindet die Stadt Żmigród mit dem Dorf Wińsko (dt. Winzig). Die Kreisstraßen 1323D, 1324D und 1325D führen entlang der Nord-Süd-Achse und verbinden Barkowo mit den Dörfern Kędzie (dt. Kendzie) im Norden, Turzany (dt. Exau) und Raszowice (dt. Raschewitz) im Süden jeweils. Des Weiteren besteht in Żmigród eine Zufahrt auf die Landesstraße 5, die von der Stadt Świecie (dt. Schwetz an der Weichsel) im Norden Polens bis zur tschechischen Grenze verläuft. Bis 2019 sollen große Teile der Landesstraße als Schnellstraße S5 ausgebaut werden.
Außerdem wird das Schulzenamt von einem privaten Busunternehmen und einem Schulbus angefahren. Die Buslinie verläuft zwischen den Städten Żmigród und Wołów (dt. Wohlau) und besitzt unter anderem eine Haltestelle in den Orten Barkowo und Barkówko. Der Schulbus verkehrt durch die gesamte Gemeinde Żmigród. Er ermöglicht den Transport der Schulkinder zwischen den Orten des Schulzenamts und der Grundschule in Barkowo bzw. weiterführender Schulen in Żmigród. Zusätzlich besaßen Rogożowa (dt. Rogosawe) und Barkówko eine Station an einer eingleisigen Eisenbahnstrecke, die von Żmigród nach Wąsosz (dt. Herrnstadt) verlief und bis 1960 betrieben wurde. Die Bahnhofsgebäude der Stationen sind bis heute erhalten.

### Bildung, Sicherheit und Gesundheit
Im Zentrum des Dorfs Barkowo existieren eine Filiale der Żmigróder Bibliothek und eine Wache der Freiwilligen Feuerwehr Barkowo. Außerdem befindet sich im Westen des Dorfs Barkowo eine Zweigstelle des staatlichen Ärztezentrums Publiczny Zespół Zakładów Lecznictwa Ambulatoryjnego (PZZLA) (dt. öffentliche Gemeinschaft ambulanter Behandlung), das eine ambulante medizinische Grundversorgung anbietet.
Des Weiteren liegt im Osten des Dorfs Barkowo die staatliche Grundschule Janusz Korczak. Sie wurde 1946 gegründet und ist nach dem Pseudonym des polnischen Kinderarztes Henryk Goldszmit benannt. Das Schulgebäude besteht aus einem Neubau aus dem Jahr 1999 und einem Altbau, der im 19. Jahrhundert als evangelische Schule entstand. Im älteren Gebäudeteil befindet sich heutzutage die Turnhalle und im Neubau acht Klassenzimmer. Des Weiteren verfügt die Schule über einen Kindergarten und besitzt seit 2015 einen Multifunktionssportplatz im Außenbereich. Im Schuljahr 2015/16 betreute die Einrichtung insgesamt 143 Kinder aus den umliegenden Orten, die teilweise mit Hilfe eines Busses gebracht werden.

### Medien
Die monatlich erscheinende Zeitung Wiadomości Żmigrodzkie (dt. Trachenberger Nachrichten) und die Wochenzeitung NOWa Gazeta Trzebnicka (dt. Neue Zeitung Trebnitz) dienen der lokalen Berichterstattung im Schulzenamt Barkowo.

## Kultur und Sehenswürdigkeiten

Lageplan zu Barkowo und Umgebung

### Kirchen

#### St. Antonius (ehem. evangelische Kirche)

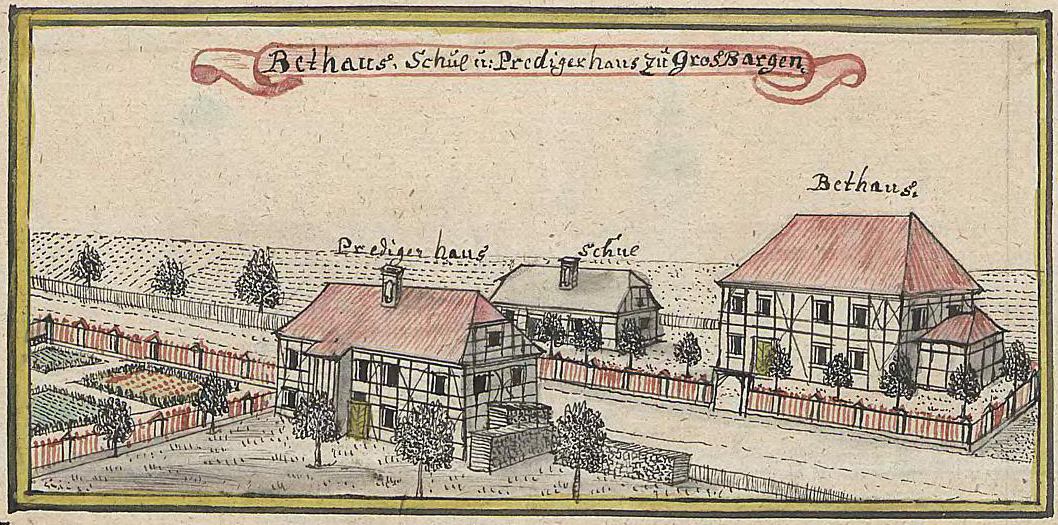
Das Bethaus von Groß Bargen, gezeichnet von F. B. Werner ca. 1745.

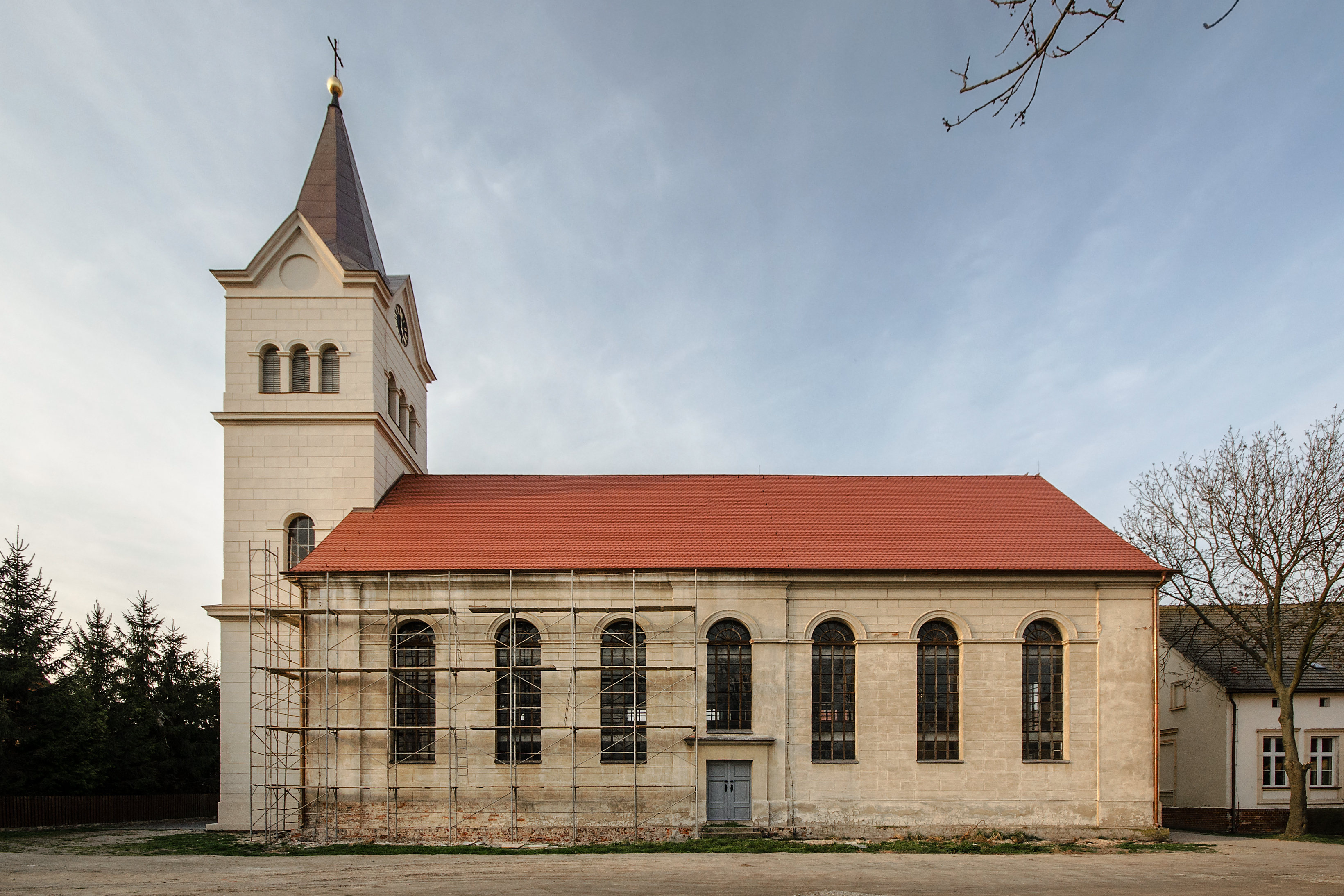
Die Kirche St. Antonius aus südlicher Richtung.

Als Vorgängerbau der heutigen Kirche St. Antonius gilt ein Bethaus in Fachwerkbauweise. Dieses wurde 1742 für die evangelische Gemeinde von Bargen errichtet. Im Jahr 1829 entstand der heutige klassizistische Steinbau unter anderem durch eine finanzielle Spende des Fürsten von Hatzfeldt zu Trachenberg. Der Kirchenbau besteht aus einem einschiffigen Langhaus mit geradem Chorabschluss, an das sich im Westen ein dreistöckiger Turm anschließt. Das Langhaus besitzt sieben langgestreckte Rundbogenfenster und wird von einem Satteldach bedeckt. In das Innere der Kirche gelangt man über zwei Nebenportale im Norden und Süden des Langhauses und über das Hauptportal im Erdgeschoss des Turms. Im Inneren des Langhauses verläuft eine hölzerne Empore. Nach 1945 übernahm die katholische Gemeinde die Kirche und benannte sie nach dem Heiligen St. Antonius. Zwischen 2013 und 2014 wurde das sakrale Gebäude umfangreich saniert und im Jahr 2013 als Denkmal registriert. Heutzutage dient das Gotteshaus als Filialkirche der römisch-katholischen Pfarrei Barkowo.

#### Pfarrkirche St. Martin

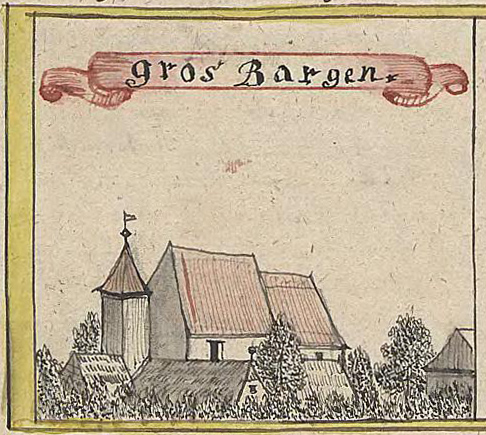
Die hölzerne Kirche St. Martin, gezeichnet von F. B. Werner ca. 1745.

Die erste Erwähnung der Kirche St. Martin findet sich im Dezem-Register (Steuerliste) des päpstlichen Botschafters Galhard de Carceribus aus dem Jahr 1335. Während der Hussitenkriege (1419–1436) erlitt das Gebäude vermutlich starke Beschädigungen, so dass im Jahr 1561 die Kirche durch den Zimmermann Johannis Bunitz aus Schrotholz neuerbaut wurde. Nach der Reformation nutzte die evangelische Gemeinde die Kirche vorübergehend und ab 1654 diente diese wieder als katholische Pfarrkirche. Im Jahr 1663 wurde das Gotteshaus vermutlich durch Spenden des Fürsten von Hatzfeldt zu Trachenberg saniert. Während des Siebenjährigen Kriegs (1756–1763) entstanden erneut Schäden an dem hölzernen Kirchengebäude und führten zur Errichtung eines steinernen Neubaus. Dieser wurde zwischen 1783 und 1787 im barocken Stil als Stiftung der Familie von Hatzfeldt ausgeführt. Das Vorhaben erhielt vermutlich Unterstützung durch den damaligen Breslauer Weihbischof Anton Ferdinand von Rothkirch und Panthen. Stilistisch steht der spätbarocke Bau unter dem Einfluss böhmischer Raumschöpfungen (Dientzenhofer) sowie der klassizistischen Formgebung eines Pompeo Ferrari, der unter anderem im grenznahen Polen (Rydzyna) tätig war. Der Architekt ist nicht überliefert, jedoch bestehen verschiedene Hypothesen, die unter anderem den Potsdamer Johann Christian Valentin Schultze als obersten Bauherrn annehmen. Im Jahr 1969 erhielt das Gotteshaus den Status eines eingetragenen Denkmals und wurde anschließend einer umfassenden Renovierung unterzogen. Heutzutage dient die Kirche St. Martin als Pfarrkirche der römisch-katholischen Pfarrei Barkowo.
St. Martin ist ein elliptischer, geosteter Zentralbau mit den symmetrisch eingezogenen Bauteilen des Chors und des Turms. Südlich des Chors schließt sich die Sakristei an, den Turm krönt eine Welsche Haube. Die mittlere der drei Fensterachsen des Kirchenschiffs ist in einem Mittelrisalit eingefasst, der von Pilastern und wie auch das Turmportal von einem Frontspieß geschmückt wird. Der Chor umfasst eine Fensterachse, zwei Fenster sind dem runden Chorabschluss eingeschrieben. Die Fenster sind an der Fassade ebenfalls mit Pilastern verziert. Ein großer Teil der Ausstattung im Inneren stammt aus der Entstehungszeit der Kirche und ist im Übergangsstil vom Rokoko zum Klassizismus gehalten.  Dazu gehören der Hauptaltar, zwei Nebenaltäre, die Kanzel und das Taufbecken. Des Weiteren existiert eine Orgel in einem klassizistischen Prospekt aus der Mitte des 19. Jahrhunderts  und eine Glocke von 1474 hängt im Kirchturm.

### Friedhöfe
Zwischen den Orten Barkowo und Barkówko liegt der Friedhof der römisch-katholischen Pfarrei Barkowo. Dieser befand sich ursprünglich im Süden der Kirche St. Martin und wurde im 19. Jahrhundert an diese Stelle verlegt. Daneben existiert ein ehemaliger evangelischer Friedhof, der sich innerhalb eines 0,7 ha großen Waldstücks nördlich des Dorfs Barkowo befindet. Er wurde Ende des 19. Jahrhunderts errichtet und nach 1945 unter der polnischen Verwaltung aufgegeben. Auf dem Areal stehen heutzutage noch ca. 50 Grabsteine.

### Profanbauten
Innerhalb des Orts Barkowo stehen zwei ehemalige Schulgebäude, die im 19. Jahrhundert als katholische und evangelische Schule errichtet wurden. Die ehemalige katholische Lehranstalt befindet sich in Nachbarschaft zur Kirche St. Martin und ist ein unverputzter Ziegelsteinbau mit einem Satteldach. Das Gebäude weist Ecksteinquader als Fassadenverzierung auf und beherbergt heutzutage den Sitz der römisch-katholischen Pfarrei Barkowo. Das evangelische Schulgebäude neben der Kirche St. Antonius ist ein verputzter Ziegelsteinbau mit einem Satteldach. Es dient heutzutage als Turnhalle der Grundschule in Barkowo.
Des Weiteren stehen in den Weilern Rogożowa (dt. Rogosawe) und Barkówko (dt. Klein Bargen) zwei ehemalige Bahnhofsgebäude, die zwischen 1905 und 1910 aus Ziegelsteinen erbaut wurden. Beide Bahnhöfe lagen an der 24,5 km langen eingleisigen Bahnstrecke Żmigród (dt. Trachenberg) – Wąsosz (dt. Herrnstadt). Zwischen 1883 und 1886 wurde diese Strecke durch die Oberschlesische Eisenbahn AG errichtet und bis 1960 für den Personen- und Güterverkehr genutzt. Heutzutage dienen die Bahnhofsgebäude als Wohnhäuser.
Außerdem liegen im Schulzenamt Barkowo die Überreste von vier ehemaligen Gutshöfen. Das Freigut Berghof in Góreczki ließ Karl Seidel 1843 erbauen und gehörte seither zum Besitz der Familie Seidel. Im Jahr 1930 erstreckte es sich über eine Fläche von 178 ha. Mehrere Gebäude des Gutshofs sind heutzutage noch erhalten, dazu gehört ein Getreidespeicher von 1899 sowie ein Kuhstall und eine Scheune aus dem 20. Jahrhundert. Das Herrenhaus des Gutshofs existiert dagegen nicht mehr. Das Rittergut Rogosawe im gleichnamigen Ort war seit 1872 Eigentum der Familien Viebig/Müller und besaß eine Fläche von 149 ha im Jahr 1930. Ein Wohngebäude von 1920, eine Scheune und ein Wirtschaftsgebäude aus dem 19. Jahrhundert sind als Überreste des Guts noch vorhanden. Das Gutshaus besteht nicht mehr. Das Rittergut Klein Bargen liegt im Zentrum Barkówkos. Es gehörte dem Adelsgeschlecht Hatzfeldt aus Trachenberg und hatte eine Größe von 392 ha im Jahr 1930. Teile des Gutshofs sind bis heute erhalten geblieben, dazu zählt ein Kuhstall von 1898, zwei Getreidespeicher und ein Wohnhaus aus dem 19. Jahrhundert. Das Gut Wiersebenne stellte Eigentum der Familie Pourtalès dar und wies im Jahr 1930 eine Fläche von 73 ha auf. Heutzutage finden sich bis auf eine Scheune keine Reste des Gutshofs mehr. Zwischen 1949 und 1991 waren die Gutshöfe Góreczki und Rogożowa als sogenannte Państwowe gospodarstwo rolne (PGR) Eigentum des Staates.

### Weitere Bauwerke

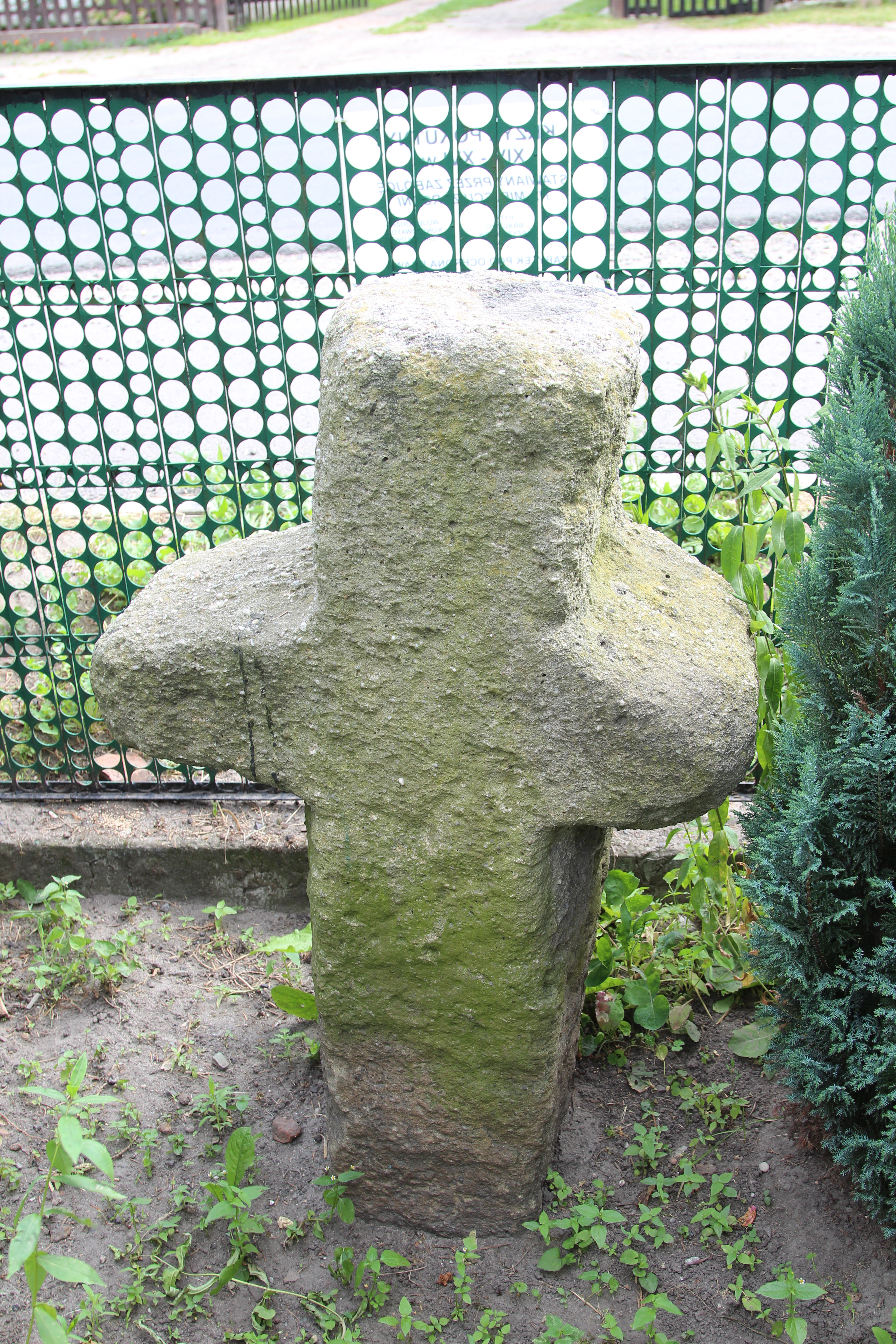
Sühnekreuz von Barkowo

Im Vorgarten eines Wohnhauses im Dorf Barkowo steht ein circa ein Meter hohes Sühnekreuz. Es weist einen stark verwitterten Zustand auf und stammt aus dem 14.–16. Jahrhundert. Des Weiteren befand sich bis 1945 gegenüber der Kirche St. Martin ein Kriegerdenkmal in Form einer Säule. Sie trug die Namen der im Ersten Weltkrieg gefallenen Soldaten aus dem Raum Barkowo.
Im Ort Szydłów befinden sich Überreste von Siedlungen der Lausitzer Kultur aus der Bronze- und Eisenzeit. Im Norden des Dorfs Barkowo an der Grenze zum Landschaftsschutzpark Dolina Baryczy liegen weitere Siedlungsreste. Sie stammen von der Lausitzer und Przeworsk-Kultur aus der Bronze- und Eisenzeit. Beide Stätten wurden 1991 als Bodendenkmäler registriert.

### Sport
Das Dorf Barkowo ist der Sitz des Männerfußballvereins LZS Lech Barkowo, der Teil des polnischen Sportverbandes Ludowy Zespół Sportowy (LZS) ist. Der Verein wurde 2005 gegründet und ist nach dem polnischen Herzog Lech benannt. Während der Saison 2018/19 spielte der Verein in der Klasse B Gruppe I (Breslau), der 8. Fußballliga Polens.